# Palacio Presidencial de Atenas
El Palacio Presidencial (en griego: Προεδρικό Μέγαρο, Proedrikó Mégaro) de Atenas, Grecia, es la residencia oficial del presidente de Grecia. Anteriormente sirvió como Palacio Real (por lo que muchas veces recibe el apelativo de Nuevo Palacio Real), hasta la abolición de la monarquía por referéndum en 1974.

## Historia

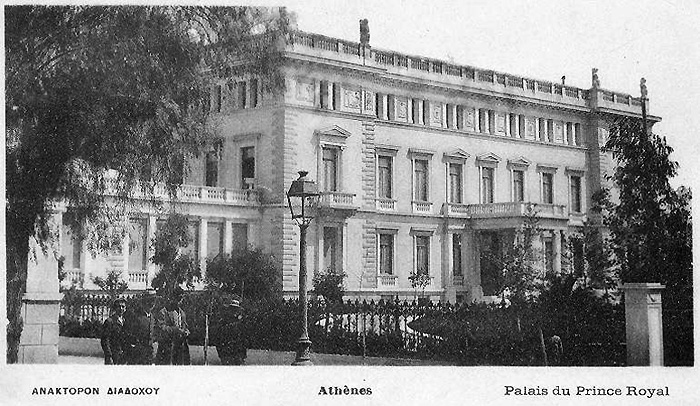
El Palacio Presidencial cuando aún era Palacio del Príncipe de la Corona.

La decisión de construir el edificio que actualmente es usado como Palacio Presidencial se tomó en 1868. Aquel año nació el hijo del rey Jorge I, Constantino, heredero del trono, y el estado griego decidió agasajarlo con una residencia privada para cuando alcanzara la edad suficiente. Veintiún años más tarde, cuando Constantino se casó con la princesa Sofía de Prusia, el estado inició el proyecto de Ernst Ziller que tomó el nombre de "Palacio del Príncipe de la Corona". El edificio comenzó a construirse en 1891 y fue terminado seis años más tarde, en 1897.
En la Nochebuena de 1909, un incendio destruyó gran parte del Antiguo Palacio Real (hoy usado como sede del Consejo de los Helenos), y el Palacio del Príncipe se empleó temporalmente como residencia de la familia real. Tras el asesinato de Jorge I en 1913 y el ascenso de Constantino al trono, el Palacio del Príncipe Heredero se convirtió finalmente en la principal residencia real del Rey de los Helenos.
El uso del edificio como Palacio Real se interrumpió en 1924 cuando la monarquía fue abolida y se proclamó una república. Su uso pasó entonces al de Palacio Presidencial hasta 1935, cuando se restauró la monarquía y el rey retornó al poder. Desde 1974, con la restauración de la democracia tras una dictadura militar de siete años, el edificio se convirtió definitivamente en Palacio Presidencial y residencia del presidente de Grecia.